# Verbesina quetamensis
Verbesina quetamensis là một loài thực vật có hoa trong họ Cúc. Loài này được Olsen miêu tả khoa học đầu tiên năm 1982.